# Retratos del Jesús histórico

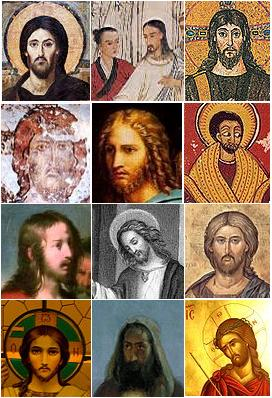
En el siglo XXI, la tercera búsqueda del Jesús histórico fue testigo de una fragmentación de los retratos académicos de Jesús, después de la cual ninguna imagen unificada de Jesús podría alcanzarse en absoluto.

Los retratos del Jesús histórico se refieren a las diversos figuras de Jesús que se han construido en las tres búsquedas científicas independientes para el Jesús histórico que han tenido lugar en los últimos dos siglos, cada una con características distintas y desarrollando nuevos y diferentes criterios de investigación. Los retratos de Jesús que se han construido en estos procesos tienen a menudo diferir entre sí, y de la imagen dogmática retratada en los relatos del evangelio.
Los perfiles principales de la tercera búsqueda pueden agruparse en función de su tema principal como profeta apocalíptico, sanador carismático, filósofo cínico, Mesías judío y profeta del cambio social, pero hay poco acuerdo académico en un solo retrato, o de los métodos necesarios para construirlo. Hay, sin embargo, atributos superpuestos entre los retratos, y los eruditos que difieren en algunos atributos pueden ponerse de acuerdo sobre otros.
En el siglo XXI, los estudiosos comenzaron a enfocarse en lo que históricamente es probable y plausible acerca de Jesús.

## Elementos históricos
La mayoría de los estudiosos contemporáneos de la antigüedad coinciden en que Jesús existió, y la mayoría de los eruditos bíblicos e historiadores clásicos ven las teorías de su inexistencia refutadas de la forma más eficaz. No existe indicación alguna de que los escritores de la antigüedad que se oponían a la cristiandad pusieran en duda la existencia de Jesús. Hay, sin embargo, un desacuerdo generalizado entre los estudiosos sobre los detalles de la vida de Jesús mencionados en los relatos del Evangelio, y en el significado de sus enseñanzas. Los eruditos difieren sobre la historicidad de episodios específicos descritos en los relatos bíblicos de Jesús, y los historiadores tienden a considerar las afirmaciones sobrenaturales o milagros de Jesús como cuestiones de fe, en lugar de como hechos históricos.
No hay evidencia física o arqueológica de Jesús, y todas las fuentes disponibles son documentales. Las fuentes para el Jesús histórico son escritos principalmente cristianos, como los evangelios y las presuntas cartas de los apóstoles. La autenticidad y fiabilidad de estas fuentes han sido cuestionadas por muchos estudiosos, y pocos eventos mencionados en los evangelios son universalmente aceptados.
En conjunto con las fuentes bíblicas, tres menciones de Jesús en fuentes no cristianas han sido utilizadas en los análisis históricos de la existencia de Jesús. Son dos pasajes en los escritos del historiador judío Josefo, y uno del historiador romano Tácito. Aunque la autenticidad de los tres pasajes ha sido cuestionada en diversos grados, la mayoría de los estudiosos bíblicos creen que los tres son, cuanto menos, parcialmente auténticos.
Las técnicas de análisis histórico utilizadas por los eruditos bíblicos han sido cuestionadas, y de acuerdo con James Dunn no es posible «construir (a partir de los datos disponibles) un Jesús que sea el verdadero Jesús». W. R. Herzog ha señalado que «lo que llamamos el Jesús histórico es la combinación de los pedacitos y piezas de información histórica recuperables y la especulación sobre lo que nosotros ensamblamos, construimos y reconstruimos. Por este motivo, el Jesús histórico es, en palabras de Meier, ‹una abstracción y construcción moderna›».
La hipótesis del mito de Cristo, a saber, la idea de que Jesús de Nazaret nunca existió, o si lo hizo, no tuvo prácticamente nada que ver con la fundación del cristianismo y los relatos en los evangelios, tiene muy poco apoyo académico.
Sin embargo, a pesar de las opiniones científicas divergentes sobre la construcción de los retratos del Jesús histórico, casi todos los estudiosos modernos consideran su bautismo y su crucifixión como hechos históricos.

## Otros posibles elementos históricos
Además de los dos elementos del bautismo y la crucifixión, los estudiosos atribuyen diferentes niveles de certeza a otros seis aspectos de la vida de Jesús, aunque no hay un acuerdo universal entre los académicos sobre estos temas:
- Jesús llamó discípulos. John P. Meier considera al llamamiento de los discípulos una consecuencia natural de la información disponible acerca de Jesús.[36][37][38] N. T. Wright acepta que hubo doce discípulos, pero sostiene que la lista de sus nombres no se puede determinar con certeza. John Dominic Crossan no está de acuerdo, afirmando que Jesús no llamó discípulos y tenía un enfoque igualitario «abierto a todos», impuesto sin jerarquía y predicando a todos en igualdad de condiciones.[37]

- Jesús causó una controversia en el Templo.[36][37][38]

- Jesús era un judío galileo que nació entre los años 7 y 2 a. C. y murió en el año 30-36 d. C.[39][40][41]

- Jesús vivió solamente en Galilea y Judea.[42][43][44] La mayoría de los estudiosos rechazan que haya alguna evidencia de que un Jesús adulto viajó o estudió fuera de Galilea y Judea.[45][46][47] El Talmud se refiere a «Jesús el Nazareno» varias veces, y estudiosos como Andreas Köstenberger y Robert Van Voorst sostienen que algunas de estas referencias tratan de Jesús.[48][49] Nazaret no es mencionada en la Biblia hebrea y los evangelios cristianos la retratan como un pueblo insignificante; en Juan 1:46 se pregunta: «¿De Nazaret puede salir algo de bueno?».[50] Craig S. Keener afirma que rara vez se discute que Jesús era de Nazaret, una pequeña aldea oscura que no es digna de invención.[51] Gerd Theissen está de acuerdo con esa conclusión.[52] El Corán menciona a «Jesús, hijo de María» catorce veces, y lo representa como un profeta distinguido, aunque no como «Hijo de Dios», ni se refiere a Nazaret.

- Jesús hablaba arameo y también pudo haber hablado hebreo y griego.[53][54][55][56] Las lenguas habladas en Galilea y Judea en el siglo I incluyen el arameo y el hebreo, lenguas semíticas, así como el griego, con el arameo como el idioma predominante.[53][54] La mayoría de los estudiosos coinciden en que durante la primera parte del siglo I, el arameo era la lengua materna de casi todas las mujeres de Galilea y Judea.[57]

- Después de su muerte, sus discípulos continuaron, y algunos de ellos fueron perseguidos.[36][37]

### Cronología

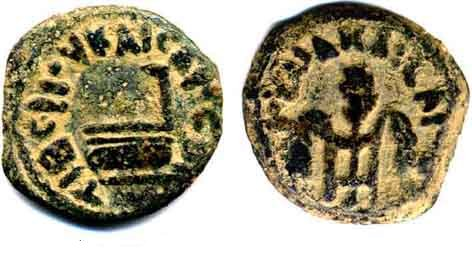
Un prutah de bronce acuñado por Poncio Pilato, el prefecto de la Judea romana.

La cronología aproximada de Jesús se puede estimar a partir de fuentes no cristianas, y confirmada por la correlación con los registros del Nuevo Testamento.
El bautismo de Jesús por Juan le sitúa en la era del Bautista, cuya cronología se puede determinar a partir de la referencia de Josefo (Antigüedades 18.5.2) entre el matrimonio de Herodes Antipas y Herodías y la posterior derrota de Herodes por Aretas IV de Nabatea en 36 d. C. La mayoría de los estudiosos datan el matrimonio de Herodes y Herodías, que Josefo registra junto a la ejecución del Bautista por Herodes, en los años 28-35 d. C., lo que indica una fecha un poco anterior para el bautismo de Jesús por Juan.
Una serie de enfoques se han utilizado para estimar la fecha de la crucifixión de Jesús. Un enfoque se basa en las fechas de la prefectura de Poncio Pilato, quien fue gobernador de la Judea romana desde 26 d. C. hasta 36 d. C., cuando fue reemplazado por Marcelo, 36-37 d. C. Otro enfoque que proporciona un límite superior para el año de la muerte de Jesús trabaja hacia atrás a partir la cronología del apóstol Pablo, que puede ser históricamente vinculado a su juicio en Corinto por el procónsul romano Galión, la fecha de cuyo gobierno es confirmada por la inscripción de Delfos, descubierta en el siglo XX en el templo de Apolo. Dos métodos astronómicos independientes (uno que se remonta a Isaac Newton) también se han utilizado, sugiriendo el mismo año, es decir, 33 d. C. Los eruditos generalmente coinciden en que Jesús murió entre 30-36 d. C.

### Contexto de Judea

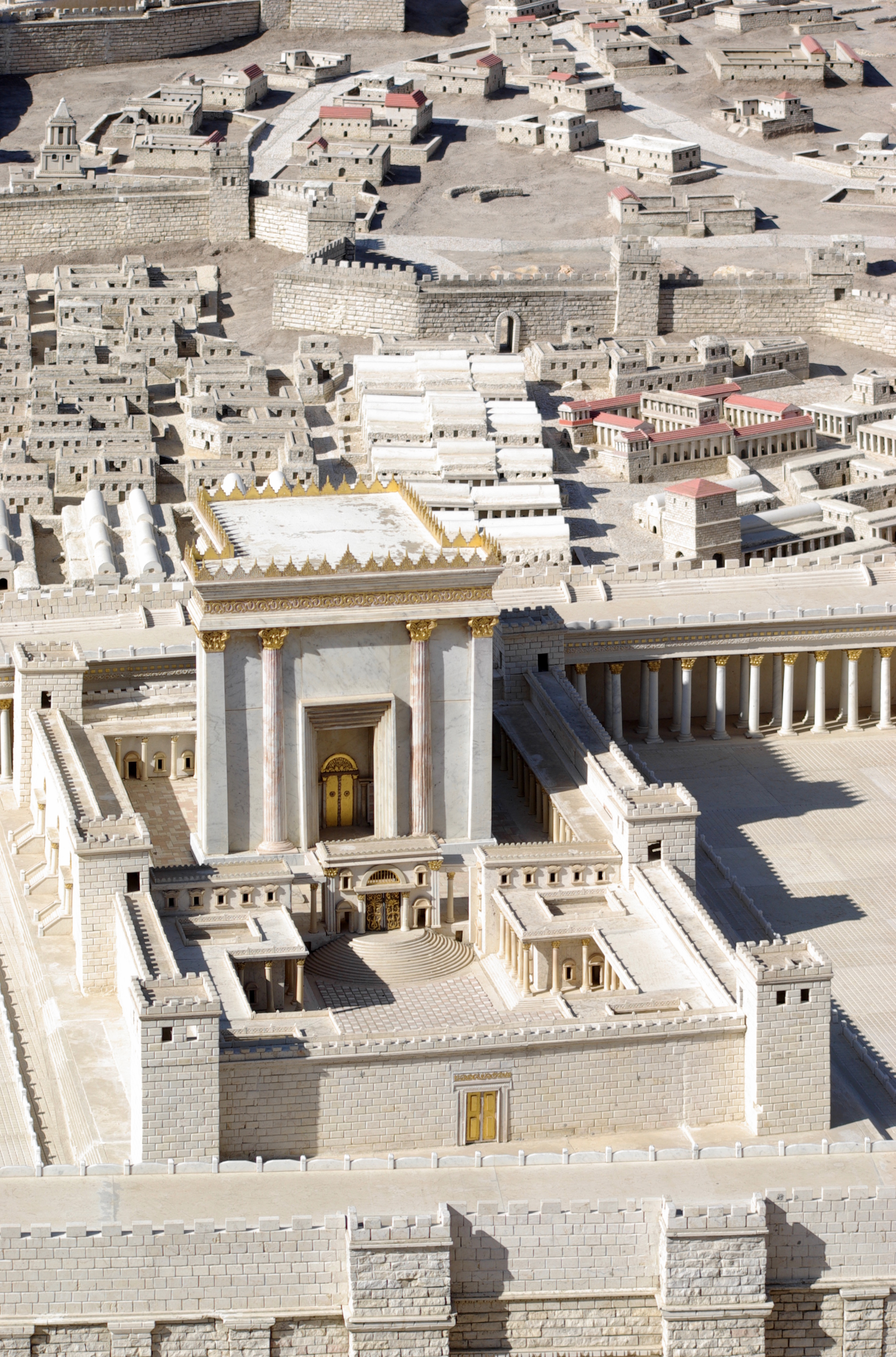
El templo de Herodes como es imaginado en el Modelo de la Tierra Santa de Jerusalén. En la actualidad se encuentra junto al Santuario de la exhibición del Libro en el Museo de Israel, Jerusalén.

El fondo histórico y cultural de la Judea romana y las tensiones en la región en ese tiempo proporcionan un contexto histórico a las descripciones de la vida de Jesús.
Después de la exitosa revuelta macabea contra los seléucidas, hubo un crecimiento de una visión apocalíptica: que el mundo estaba ya sea dentro o acercándose al fin de los tiempos, cuando un mesías habría de restaurar el Reino de David.
En el momento de la vida adulta de Jesús, Judea estaba bajo el dominio imperial romano. Prefectos romanos fueron nombrados en el territorio para mantener el orden y recaudar impuestos, y para controlar Jerusalén a través de un cargo político, el Sumo Sacerdote. La imposición de un sistema romano de impuestos, y el conflicto entre la demanda de los judíos por la independencia religiosa y los esfuerzos de Roma para imponer un sistema común de gobierno, significaba que había una tensión subyacente continua en la zona.
En la religión judía de la época de Jesús (judaísmo del Segundo Templo), los fariseos y los saduceos eran los dos grupos de poder importantes y opuestos. Los saduceos eran generalmente sacerdotes de alto rango con riqueza y nobleza, que a menudo eran favorecidos por las clases altas y tenían una interpretación estricta de la Torá. Los fariseos (que utilizaron una interpretación más flexible de la Torá) se formaron como un movimiento «separatista» y tenían un enfoque un tanto más democrático que favorecía a la gente común. Los saduceos tenían un peso significativo en función de su estrecha asociación con el Templo de Jerusalén y en virtud de los asientos que ocupaban en el Sanedrín, que era el consejo de gobierno para los judíos.

### Estudios arqueológicos

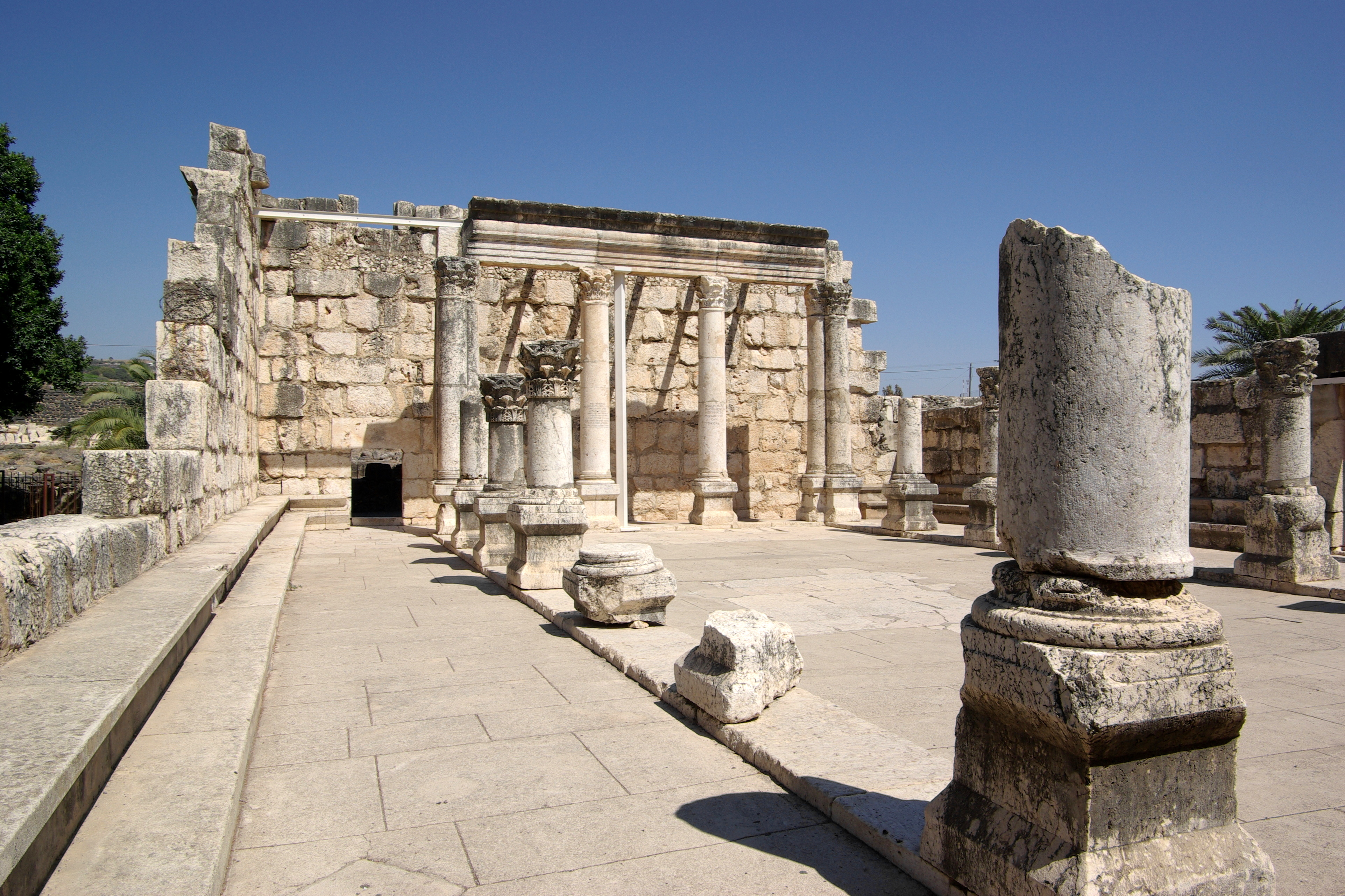
La antigua sinagoga de Cafarnaúm.

El siglo XXI ha sido testigo de un aumento en el interés académico en el uso integrado de la arqueología como un componente de investigación adicional para llegar a una mejor comprensión del Jesús histórico, iluminando el entorno socioeconómico y político en su tiempo. James Charlesworth afirma que pocos eruditos modernos ahora quieren pasar por alto los descubrimientos arqueológicos que aclaran la naturaleza de la vida en Galilea y Judea durante la época de Jesús.
Jonathan Reed, por su parte, asegura que la contribución principal de la arqueología al estudio del Jesús histórico es la reconstrucción de su mundo social. Un ejemplo de un elemento arqueológico que Reed menciona es el descubrimiento de la Piedra de Pilato en 1961, que menciona al prefecto romano Poncio Pilato, por cuya orden Jesús fue crucificado.
David Gowler afirma que un estudio académico interdisciplinario de la arqueología, el análisis textual y el contexto histórico puede arrojar luz sobre Jesús y sus enseñanzas. Un ejemplo son los estudios arqueológicos en Cafarnaúm. A pesar de las frecuentes referencias a ese lugar en el Nuevo Testamento, se dice poco sobre él allí. Sin embargo, la evidencia arqueológica reciente muestra que a diferencia de los supuestos anteriores, Cafarnaúm era pobre y pequeña, sin siquiera un foro o ágora. Así, este descubrimiento arqueológico resuena bien con la visión académica de que Jesús abogó por el intercambio recíproco entre los indigentes en esa zona de Galilea. Otros hallazgos arqueológicos apoyan la riqueza de los sacerdotes gobernantes de Judea a principios del siglo I.

### Lengua, grupo étnico y aspecto
Según la Biblia, Jesús creció en Galilea y gran parte de su ministerio tuvo lugar allí. El idioma hablado en Galilea y Judea en el siglo I entre la gente común era frecuentemente el arameo, una lengua semítica, y la mayoría de los eruditos apoyan la teoría de que Jesús hablaba ese idioma, aunque también pudo haber hablado hebreo y quizás tuvo cierta fluidez en griego. James D. G. Dunn afirma que hay un «consenso sustancial» sobre el hecho de que Jesús dio sus enseñanzas en arameo. El dialecto galileo del arameo era claramente distinguible del dialecto de Judea.
A pesar de la falta de referencias bíblicas o históricas directas, varias teorías acerca de la raza de Jesús se han avanzado y debatido. Estas afirmaciones han sido sobre todo subjetivas, basadas en los estereotipos culturales y las tendencias sociales más que en el análisis científico. En una revisión de la situación de la investigación moderna, Amy-Jill Levine afirmó: «Más allá de reconocer que ‹Jesús era judío›, rara vez se habla entre los académicos lo que significa ser ‹judío›».

### Profesión

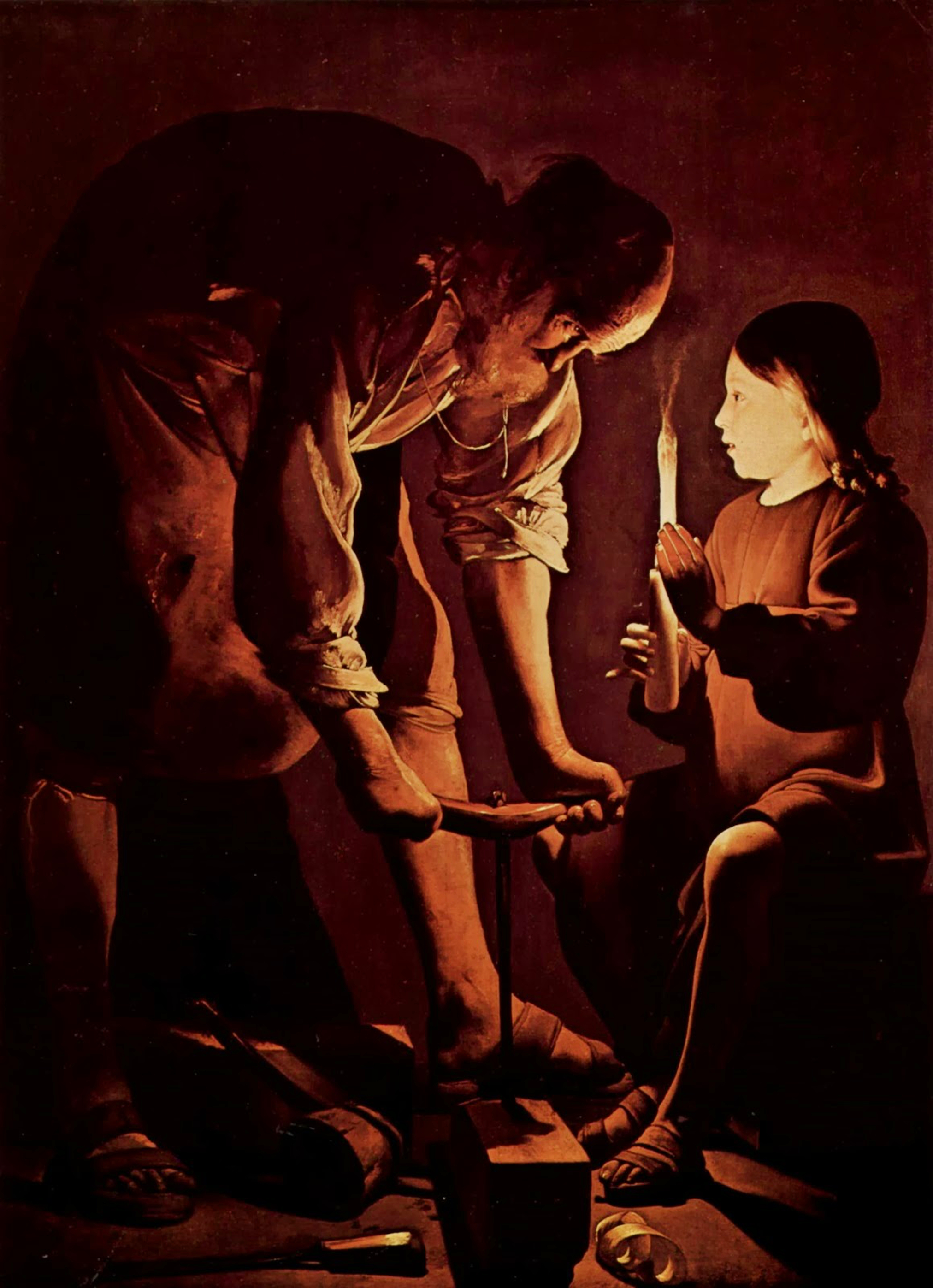
Un joven Jesús en el taller de José el Carpintero, de Georges de La Tour,.

Jesús se identifica como el hijo de un τέκτων (tekton) y, en Marcos 6:3, una multitud conjetura que el mismo Jesús era un tekton. Tekton se ha traducido tradicionalmente como «carpintero», pero es una palabra bastante general (de la misma raíz que origina las palabras «técnica» y «tecnología») que podría cubrir a los fabricantes de objetos de distintos materiales, incluyendo constructores. Pero la asociación específica con la madera fue una constante en los primeros escritos cristianos; Justino Mártir (muerto c. 165) escribió que Jesús hizo yugos y arados, y hay referencias tempranas similares.
Otros estudiosos han argumentado que tekton podría igualmente significar un artesano muy hábil en la madera o (de más prestigio) el metal, tal vez dirigiendo un taller con varios empleados, y señalan fuentes registrando sobre la escasez de artesanos expertos en el momento. Geza Vermes afirma que los términos «carpintero» e «hijo de un carpintero» son utilizados en el Talmud judío para señalar a un hombre muy sabio, y él sugiere que una descripción de José como naggar (un carpintero) podría indicar que él era considerado un hombre prudente y altamente versado en la Torá.
Existe un debate acerca de la existencia de Nazaret en el tiempo de José y Jesús, ya que no es mencionada en ninguna fuente contemporánea. Como mucho era una oscura aldea de Galilea, a unos 65 km de la ciudad santa de Jerusalén, solamente mencionada más tarde sobreviviendo en textos y documentos no cristianos. La arqueología sobre la mayor parte del sitio se hace muy difícil por la construcción posterior, pero a partir de lo que se ha excavado y las tumbas en la zona alrededor de la aldea, se estima que la población era, a lo sumo, de aproximadamente 400 personas. Estaba, sin embargo, a solamente unos seis kilómetros de la ciudad de Tzippori (la antigua Séforis), que fue destruida por los romanos en el año 4 a. C., y posteriormente fue reconstruida con un gran costo. Jonathan L. Reed afirma que el análisis del paisaje y otras evidencias sugieren que las vidas de Jesús y de José de Nazaret estaban «orientadas hacia» la ciudad cercana.

### Alfabetismo

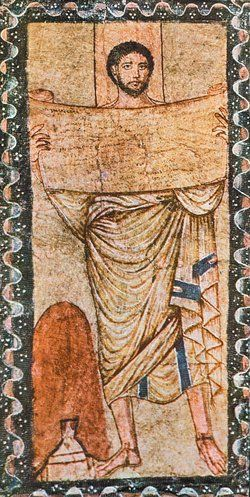
Ezra leyendo la Ley (Dura-Europos, mediados del).

Hay fuertes indicios de una alta tasa de analfabetismo entre las clases socioeconómicas más bajas en el Imperio romano en general, con varios estudiosos estimando la tasa de alfabetización entre el 3% y el 10%. Sin embargo, el Talmud de Babilonia (que data de entre los siglos III y V) señala que los judíos tenían escuelas en casi cada uno de sus pueblos.
Geoffrey Bromiley afirma que, como una «religión del libro», el judaísmo enfatiza la lectura y el estudio, y la gente leería para sí mismas en voz alta, en lugar de en silencio, una práctica fomentada (Erubin 54a) por los rabinos. James D. G. Dunn afirma que el judaísmo del Segundo Templo puso un gran énfasis en el estudio de la Torá, y los «profetas escritores» del judaísmo asumen que los sectores de la población sabían leer. Dunn, y de forma separada, Donahue y Harrington se refieren a la declaración del historiador del siglo I Josefo en Contra Apión (2.204): que la «ley requiere que ellos (los niños) aprendan a leer», como indicación de la alta tasa de alfabetización entre algunos judíos del siglo I. Richard A. Horsley, por otro lado, afirma que la referencia de Josefo a aprender «grammata» no se refiere necesariamente a la lectura y que indica una tradición oral.
Hay una serie de pasajes de los Evangelios que afirman o implican que Jesús podía leer. El Jesus Seminar declaró que las referencias en los Evangelios a Jesús leyendo y escribiendo pueden ser ficciones. John Dominic Crossan, quien ve a Jesús como un campesino, afirma que no habría sido alfabetizado. Craig A. Evans afirma que no se debe asumir que Jesús era un campesino, y que sus viajes prolongados pueden indicar un cierto grado de recursos financieros. Evans afirma que los datos existentes indican que Jesús podía leer las Escrituras, parafraseándolas y debatiéndolas, pero eso no implica que recibió una formación de los escribas formal, dada la divergencia de sus puntos de vista de la formación religiosa existente de su tiempo. James Dunn afirma que es «muy creíble» que Jesús pudiera leer. John P. Meier concluye además que la alfabetización de Jesús se extendió probablemente a la capacidad de leer y comentar obras teológicas y literarias sofisticadas.

## Retratos de la Tercera Búsqueda

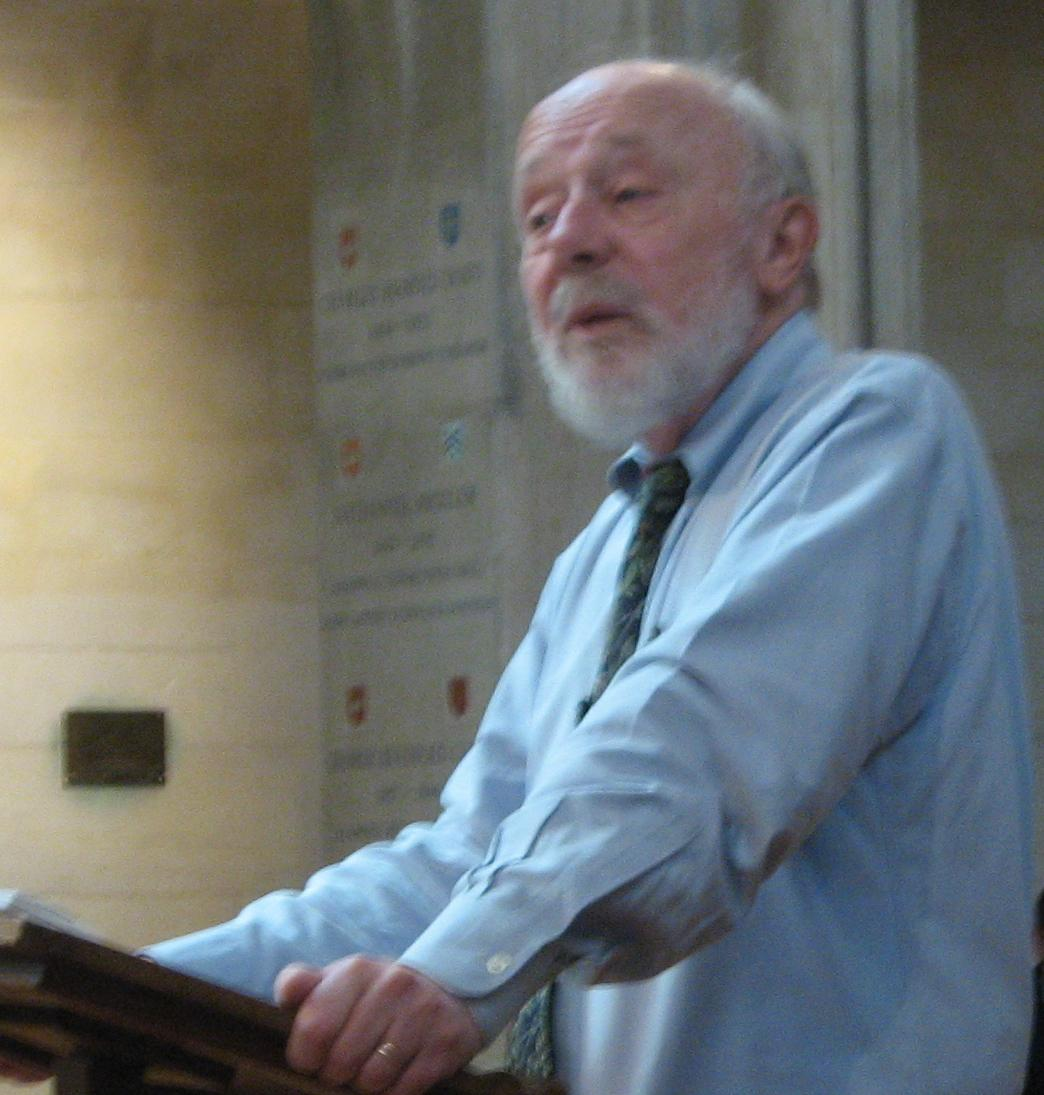
Marcus Borg postula que Jesús fue un sanador carismático.

Los estudiosos que participan en la tercera búsqueda del Jesús histórico han construido una serie de retratos y perfiles para Jesús. Sin embargo, hay poco acuerdo académico en un solo retrato, o de los métodos necesarios para construirlo.

### Visiones mayoritarias
A pesar de las diferencias significativas entre los estudiosos sobre lo que constituye un retrato adecuado para Jesús, los puntos de vista dominantes apoyados por un número de estudiosos pueden agruparse basándose en ciertos y distintivos temas primarios. Estos retratos a menudo incluyen elementos superpuestos, y también hay diferencias entre los seguidores de cada retrato. Las subsecciones siguientes presentan los principales retratos que son apoyados por varios estudiosos principales.

#### Profeta apocalíptico

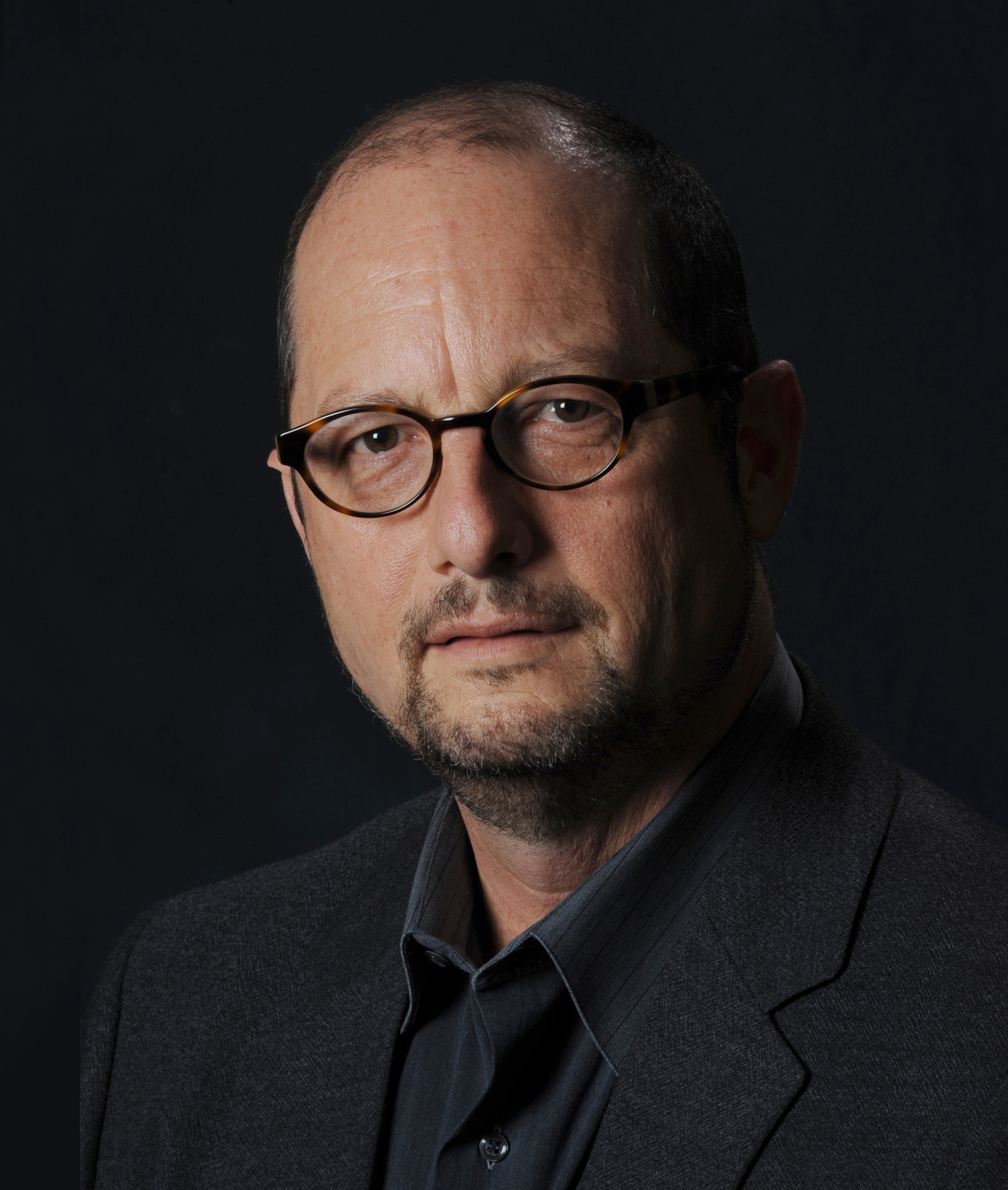
Bart Ehrman postula que Jesús fue un profeta apocalíptico.

El punto de vista de profeta apocalíptico enfatiza principalmente a Jesús preparando a sus compañeros judíos para el fin de los tiempos. Las obras de E. P. Sanders y Maurice Casey colocan a Jesús en el contexto de la tradición escatológica judía. Bart Ehrman se alinea con la visión centenaria de Albert Schweitzer de que Jesús esperaba un Apocalipsis durante su propia generación, y basa algunos de sus puntos de vista sobre el argumento de que las fuentes de los evangelios más tempranas (por la que asume la prioridad de Marcos) presentan a Jesús como mucho más apocalíptico que otras fuentes cristianas producidas hacia el final del siglo I, alegando que los mensajes apocalípticos fueron tonificados progresivamente. Dale Allison no considera que Jesús defendió calendarios específicos para el fin de los tiempos, sino que lo ve predicando su doctrina de «escatología apocalíptica» derivada de las enseñanzas judías post-exilio; así, considera a las enseñanzas apocalípticas de Jesús como una forma de ascetismo.

#### Sanador carismático
El retrato de sanador carismático posiciona a Jesús como un hombre piadoso y santo, a juicio de Geza Vermes, cuyo perfil se basa en las representaciones de figuras del Talmud judío, como Hanina ben Dosa y Honi el Hacedor de Círculos, y presenta a Jesús como un «jasídico». Marcus Borg considera a Jesús como un «hombre de espíritu» carismático, un místico o visionario que actúa como un conducto para el «Espíritu de Dios». Borg lo considera un tipo de personalidad religiosa bien definida, cuyas acciones a menudo implican la curación. Borg ve a Jesús como una figura no escatológica que no tiene la intención de iniciar una nueva religión, pero que su mensaje lo puso en conflicto con los poderes judíos de su tiempo basándose en la «política de la santidad».

#### Filósofo cínico

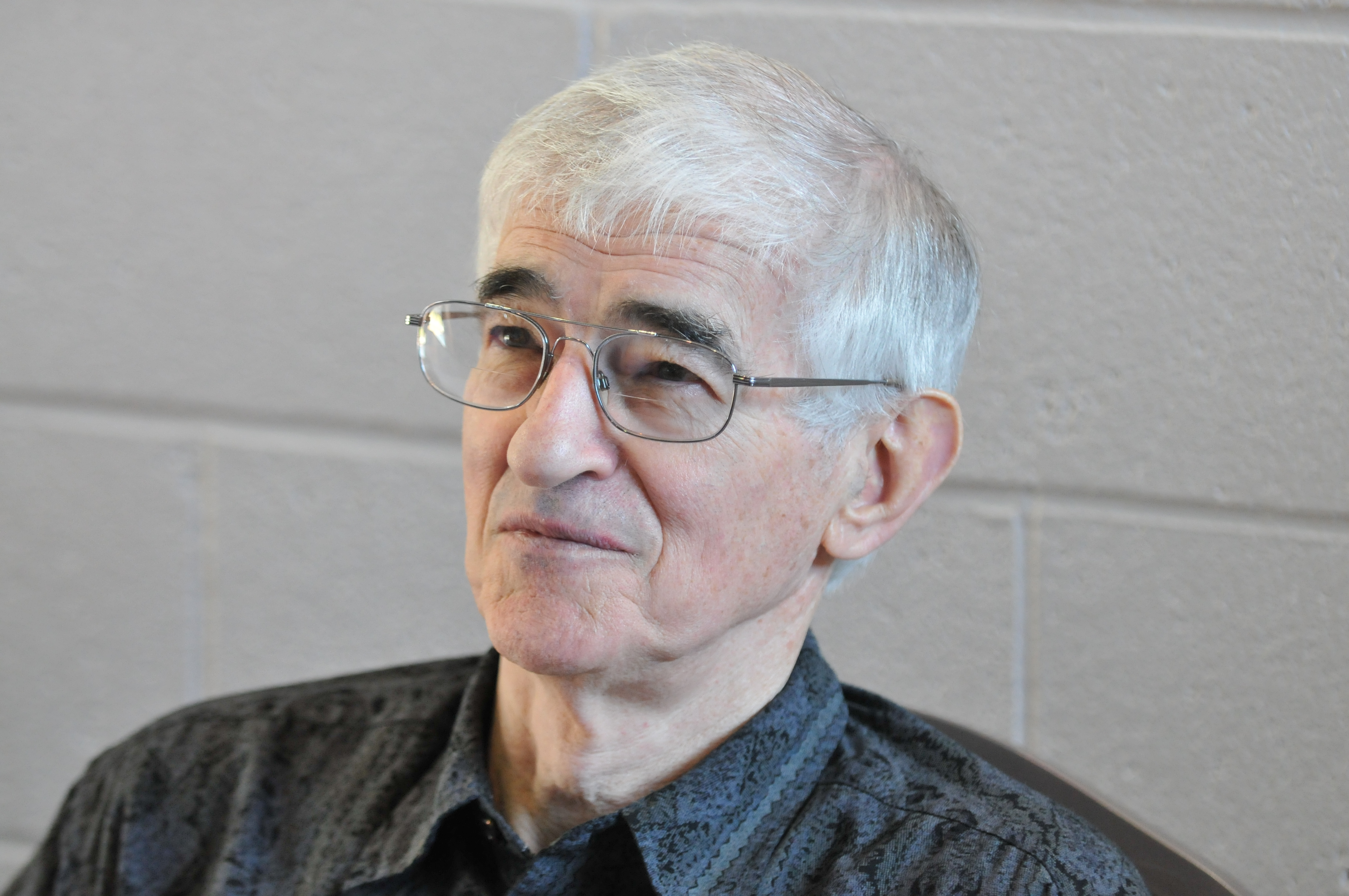
John Dominic Crossan postula que Jesús fue un filósofo cínico.

En el perfil de filósofo cínico, Jesús es presentado como un cínico, un sabio y filósofo viajero predicando un mensaje cínico y radical de cambio para abolir la estructura jerárquica existente de la sociedad de su tiempo. En opinión de John Dominic Crossan, Jesús fue crucificado no por razones religiosas, sino porque sus enseñanzas sociales cuestionaron la sede del poder en manos de las autoridades judías. Burton Mack también sostiene que Jesús fue un cínico cuyas enseñanzas eran tan diferentes de las de su tiempo que conmocionó al público y lo obligó a pensar, pero Mack considera su muerte como accidental y no debido a su desafío a las autoridades judías.

#### Mesías judío

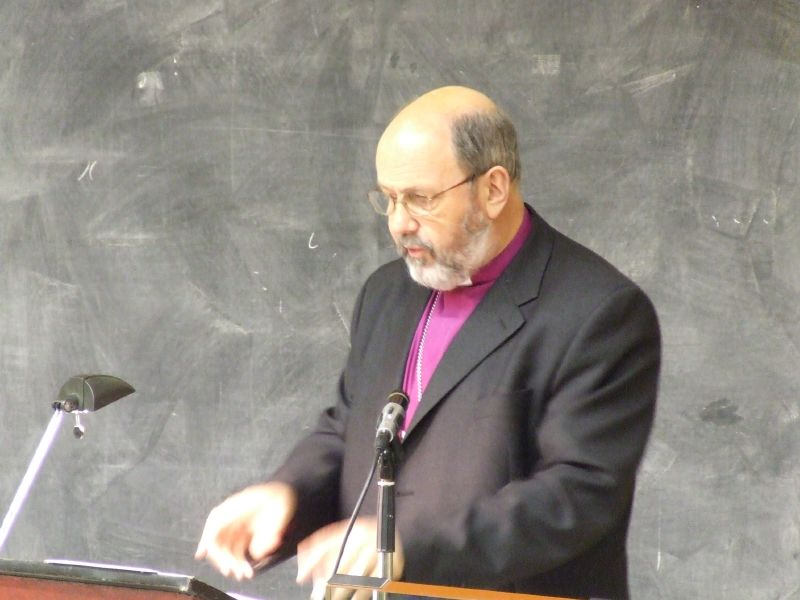
Nicholas Thomas Wright postula que Jesús fue el Mesías judío.

El retrato de Mesías judío de N. T. Wright coloca a Jesús en el contexto judío de «exilio y retorno», una noción que utiliza para construir sobre su visión del concepto de la esperanza del siglo I. Wright cree que Jesús era el Mesías y argumenta que la resurrección de Jesús fue un acontecimiento físico e histórico. El retrato de Wright de Jesús es más cercano a los puntos de vista tradicionales cristianos que los perfiles de muchos otros estudiosos y, cuando se aparta de la tradición cristiana, su perspectiva es todavía más cercana a ellos. Al igual que Wright, Markus Bockmuehl y Peter Stuhlmacher apoyan la idea de que Jesús vino a anunciar el fin del exilio espiritual judío y marcar el comienzo de una nueva era mesiánica en la que Dios iba a mejorar este mundo a través de la fe de su pueblo.

#### Profeta del cambio social
El retrato de profeta del cambio social posiciona a Jesús principalmente como alguien que desafió las estructuras sociales tradicionales de su época. Gerd Thiessen observa tres elementos principales para las actividades de Jesús que afectó el cambio social, su posicionamiento como el Hijo del hombre, el núcleo de discípulos que lo seguían, y sus partidarios localizados mientras viajaba a través de Galilea y Judea. Richard A. Horsely va más allá y presenta a Jesús como un reformista más radical que inició un movimiento popular. Las ideas de David Kaylor son cercanas a las de Horsley, pero tienen un enfoque más religioso y basa las acciones de Jesús sobre la teología del pacto y su deseo de justicia. Elisabeth Fiorenza ha presentado una perspectiva feminista que ve a Jesús como un reformador social cuyas acciones tales como la aceptación de mujeres seguidoras dan como resultado la liberación de algunas mujeres de su tiempo. Para el sacerdote anglicano e historiador S. G. F. Brandon, Jesús fue un revolucionario político ideológicamente cercano a los zelotes que desafió las estructuras sociopolíticas existentes de su tiempo.

### Visiones minoritarias
Otros retratos han sido presentados por estudiosos individuales:
- Ben Witherington apoya la idea del «Sabio de Sabiduría», y afirma que Jesús es mejor entendido como un maestro de la sabiduría que se veía a sí mismo como la corporificación o la encarnación de la Sabiduría de Dios.[133][136]
- Bruce Chilton considera a Jesús como un rabino galileo.[138]
- El retrato de Jesús de John P. Meier como judío marginal se basa en la idea de que Jesús se marginó conscientemente a sí mismo en un número de maneras; primero al abandonar su profesión de carpintero y convertirse en un predicador sin medios de apoyo; y luego argumentando en contra de las enseñanzas y las tradiciones de la época, mientras que él no tenía ninguna formación rabínica formal.[8][133]

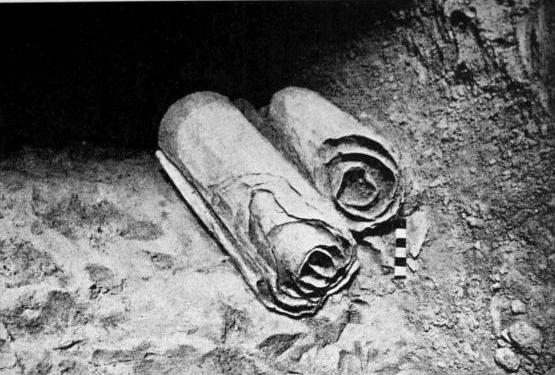
Dos rollos del Mar Muerto en la cueva donde fueron encontrados, antes de ser removidos por los arqueólogos.

- Robert Eisenman propuso que Jacobo el Justo fue el Maestro de Justicia mencionado en los Rollos del Mar Muerto, y que la imagen de Jesús de los evangelios fue construida por el apóstol Pablo como propaganda pro-romana.[139]
- Alvar Ellegård propone que si bien las primeras comunidades paulinas crecieron a partir de las comunidades esenias reverenciando a un fundador histórico, el Maestro Esenio de Justicia, Pablo tenía muy poco conocimiento histórico del Maestro, mientras que la descripción de Jesús en los evangelios es completamente ficticia.[140]
- Hyam Maccoby propuso que Jesús era un fariseo, que las posiciones atribuidas a los fariseos en los Evangelios son muy diferentes de lo que sabemos de ellos, y, de hecho, sus opiniones eran muy similares a las atribuidas a Jesús.[141] Harvey Falk también ve a Jesús como proto-fariseo o esenio.[142]
- Morton Smith considera a Jesús como un mago, una visión basada en la presentación de Jesús en fuentes judías posteriores.[143][144]
- León Tolstói vio a Jesús como defendiendo el anarquismo cristiano (aunque Tolstói en realidad nunca utilizó el término «anarquismo cristiano»; opiniones de su libro después de su publicación en 1894 acuñaron el término).[145]
- Se ha sugerido por los psiquiatras Oskar Panizza,[146] Georg Lomer,[147] William Hirsch,[148] William Sargant,[149] Anthony Storr,[150] el psicólogo Charles Binet-Sanglé[151] y otros que Jesús tuvo un trastorno mental o psiquiátrico.[152] Esto fue apoyado, entre otros, por la Iglesia de Inglaterra,[153] basándose en el hecho de que en el Evangelio de Marcos (Marcos 3:21) se dice que «cuando lo oyeron los suyos, vinieron para prenderle; porque decían: Está fuera de sí». El psicólogo Władysław Witwicki[154] afirma que Jesús tenía dificultades para comunicarse con el mundo exterior y sufría de trastorno de personalidad múltiple, y que era esquizotímico o incluso esquizofrénico.[155][156]

## Métodos de investigación

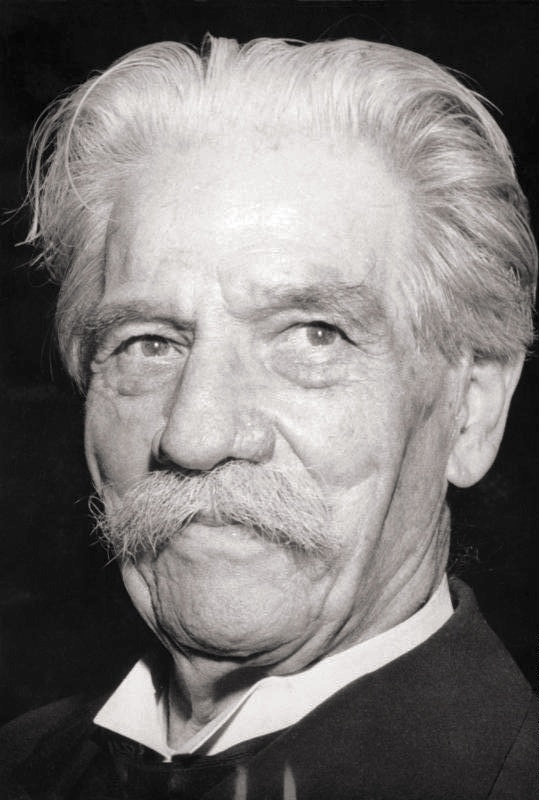
Albert Schweitzer, cuyo libro acuñó el término Búsqueda del Jesús histórico.

Desde el siglo XVIII, los estudiosos han participado en tres «búsquedas» independientes del Jesús histórico, en un intento de reconstruir varios retratos de su vida usando métodos históricos. Mientras que la crítica textual (o la crítica inferior) se había practicado durante siglos, una serie de enfoques para el análisis histórico y una serie de criterios para la evaluación de la historicidad de los acontecimientos surgieron a partir del siglo XVIII, como un conjunto de «búsquedas del Jesús histórico». En cada etapa del desarrollo, los estudiosos sugirieron formas específicas y metodologías de análisis y criterios especialmente destinadas a determinar la validez histórica.

## Crítica de los métodos de investigación
Varios estudiosos han criticado la investigación del Jesús histórico por el sesgo religioso y la falta de rigor metodológico, y algunos han argumentado que la erudición bíblica moderna es insuficientemente crítica y, a veces, equivale a una apologética encubierta.
John Meier, un sacerdote católico y profesor de la Universidad de Notre Dame, manifestó: «Creo que mucha de la confusión proviene del hecho de que las personas que dicen que están haciendo una búsqueda del Jesús histórico en realidad están haciendo teología, aunque sea una teología que está, de hecho, históricamente informada [...]». Meier también escribió que, en el pasado, la búsqueda del Jesús histórico a menudo ha estado motivada más por el deseo de producir una cristología alternativa que una verdadera búsqueda histórica.
Bart Ehrman y, por separado, Andreas Köstenberger sostienen que dada la escasez de fuentes históricas, en general es difícil para cualquier estudioso construir un retrato de Jesús que pueda ser considerado históricamente válido más allá de los elementos básicos de su vida. Por otra parte, estudiosos como N. T. Wright y Luke Timothy Johnson sostienen que la imagen de Jesús que se presenta en los evangelios es en gran parte exacta, y que los estudiosos disidentes son simplemente demasiado cautelosos sobre lo que se puede afirmar que se sabe con certeza acerca de la era antigua.